# آوربروک انترتینمنت
آوربوک اینترتینمنت (انگلیسی: Overbrook Entertainment) شرکت سرگرمی آمریکایی است، که در سال ۱۹۹۸ توسط ویل اسمیت و جیمز لاسیتر تأسیس شد.